# 椎尾神社 (島本町)
椎尾神社（しいおじんじゃ）は、大阪府三島郡島本町にある神社。旧社格は村社。かつては西観音寺という寺院であった。

## 祭神
- 主祭神 - 素盞嗚尊、聖武天皇、後鳥羽天皇

## 歴史
『摂津名所図会』によれば、当社は現社地より西南の山間にあった西観音寺に由来している。西観音寺は、伝承によれば天平18年（746年）に聖武天皇の勅を受けた行基により創建され、聖武天皇の念持仏である千手観音を本尊とし、慈悲尾山信善谷西観音寺と号する天台宗の寺院であった。また、役小角が同寺内の閼伽谷で修行して呪術で閼伽を湛え、堂前の滝に不動明王を安置して山上に弁才天社を勧請したといい、西観音寺には大谷、中谷、閼伽谷の3つの谷があったので「谷の観音」と称したという。
後に建立された閻魔堂の閻魔王及び眷属像（現・重要文化財）は小野篁が彫刻したというもので、同寺と越中国中野、筑後国古津郡の3所に安置されたといい、後鳥羽上皇も水無瀬離宮より足を運んで拝んだという。このような縁から後鳥羽上皇の崩御の後、西観音寺では毎年2月22日に御忌仏事を行っていた。
江戸時代には本堂、法華堂、三重塔、閻魔堂などの堂塔が建っていたほか、塔頭も12坊あった。また、この山崎の地には西国街道と山崎宿があり、東から順に観音寺（山崎聖天）、宝積寺、西観音寺が並び立ち、にぎやかな場所であった。
しかし、1868年（明治元年）6月に神仏分離や廃仏毀釈により仏像仏器が撤却され、廃寺となった。1872年（明治5年）には閻魔堂にあった閻魔王及び眷属像が全て宝積寺に移されると、正式に椎尾神社と改称して神社になり、村社に列せられた。
1880年（明治13年）には不要となっていた本堂、堂、鐘楼が観音寺（山崎聖天）に移築された。
現在、当社の南にはサントリー山崎蒸溜所があり、そこを通り抜けると当社がある。

## 境内
- 本殿
- 拝殿
- 稲荷社
- 尾上神社 - 祭神：天照大神、鴨別雷神、応神天皇。もとは西観音寺の鎮守であった。
- 社務所

## 交通
- 大阪府三島郡島本町山崎5-1049
- JR東海道本線（JR京都線）山崎駅徒歩10分
- 阪急京都本線大山崎駅徒歩10分

## 周辺
- 観音寺（山崎聖天）
- 宝積寺
- サントリー山崎蒸溜所